# Robert C. Scott
Robert Cortez "Bobby" Scott, född 30 april 1947 i Washington, D.C., är en amerikansk demokratisk politiker. Han är ledamot av USA:s representanthus från Virginia sedan 1993.
Han avlade sin grundexamen vid Harvard University och juristexamen vid Boston College School of Law. Han blev 1977 invald i Virginia House of Delegates, underhuset i delstatens lagstiftande församling. Därefter blev han 1982 invald i delstatens senat. Han kandiderade till USA:s representanthus i 1986 års kongressval, men förlorade mot republikanen Herbert H. Bateman. Scott blev sedan 1992 invald från Virginias tredje distrikt.